# Граньяг
Гранья́г (фр. Gragnague, окс. Granhaga) — коммуна во Франции, находится в регионе Юг — Пиренеи. Департамент — Верхняя Гаронна. Входит в состав кантона Верфей. Округ коммуны — Тулуза.
Код INSEE коммуны — 31228.

## География
Коммуна расположена приблизительно в 580 км к югу от Парижа, в 16 км к северо-востоку от Тулузы.
На юге коммуны протекает река Жиру.

## Климат
Климат умеренно-океанический. Зима мягкая и снежная, весна характеризуется сильными дождями и грозами, лето сухое и жаркое, осень солнечная. Преобладают сильные юго-восточные и северо-западные ветры.

## Население
Население коммуны на 2010 год составляло 1772 человека.
| 1962 | 1968 | 1975 | 1982 | 1990 | 1999 | 2010 |
| ---- | ---- | ---- | ---- | ---- | ---- | ---- |
| 401  | 422  | 596  | 723  | 889  | 1437 | 1772 |

## Администрация
| Период | Период | Фамилия       | Партия                  | Примечания |
| ------ | ------ | ------------- | ----------------------- | ---------- |
| ?      | 1995   | Ив Тузе       |                         |            |
| 1995   | 2020   | Даниэль Калас | Социалистическая партия |            |

## Экономика
В 2010 году среди 1150 человек трудоспособного возраста (15—64 лет) 865 были экономически активными, 285 — неактивными (показатель активности — 75,2 %, в 1999 году было 74,9 %). Из 865 активных жителей работали 824 человека (437 мужчин и 387 женщин), безработных было 41 (19 мужчин и 22 женщины). Среди 285 неактивных 140 человек были учениками или студентами, 90 — пенсионерами, 55 были неактивными по другим причинам.

## Достопримечательности
- Церковь Св. Винсента

## Фотогалерея

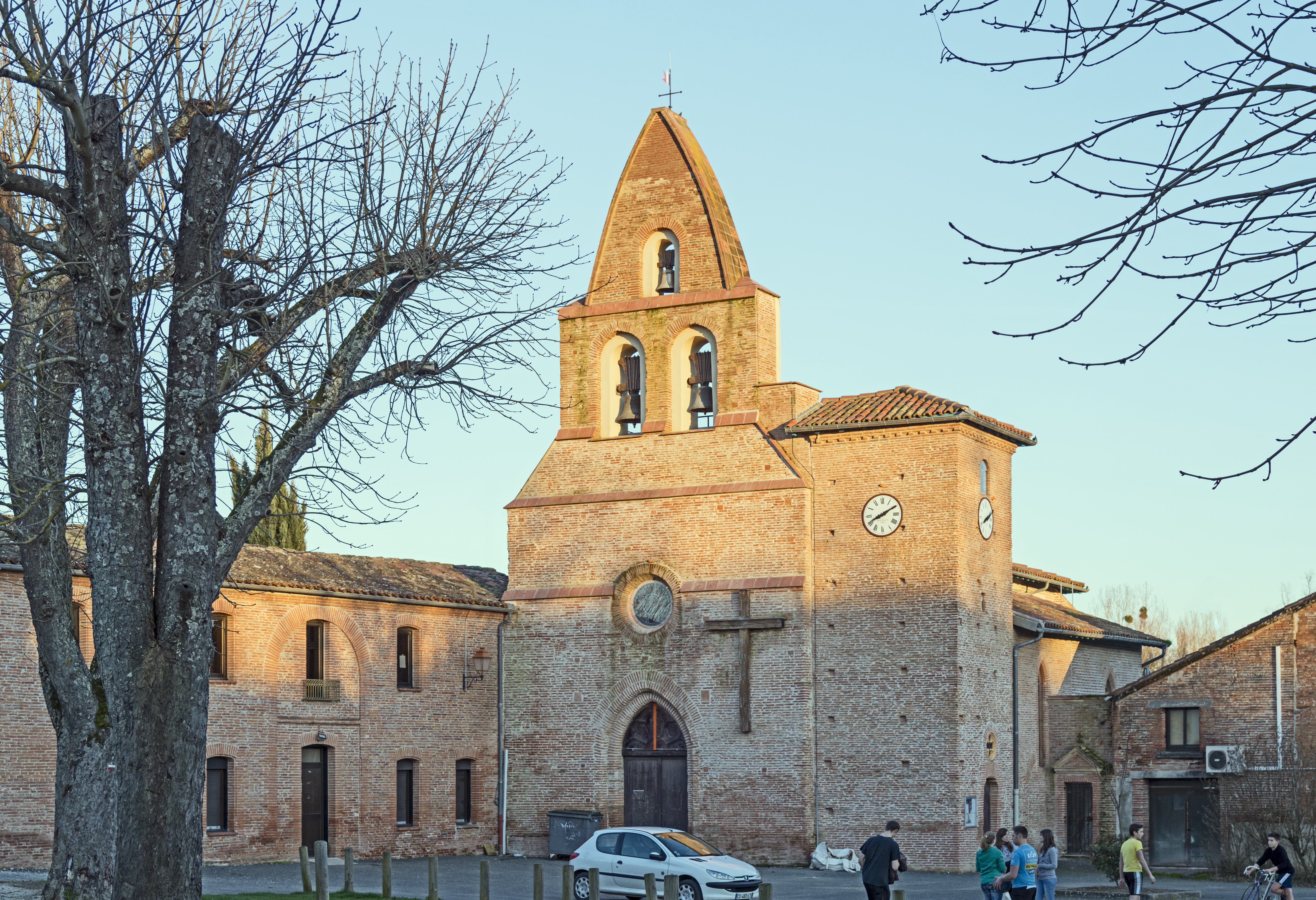
Церковь Св. Винсента
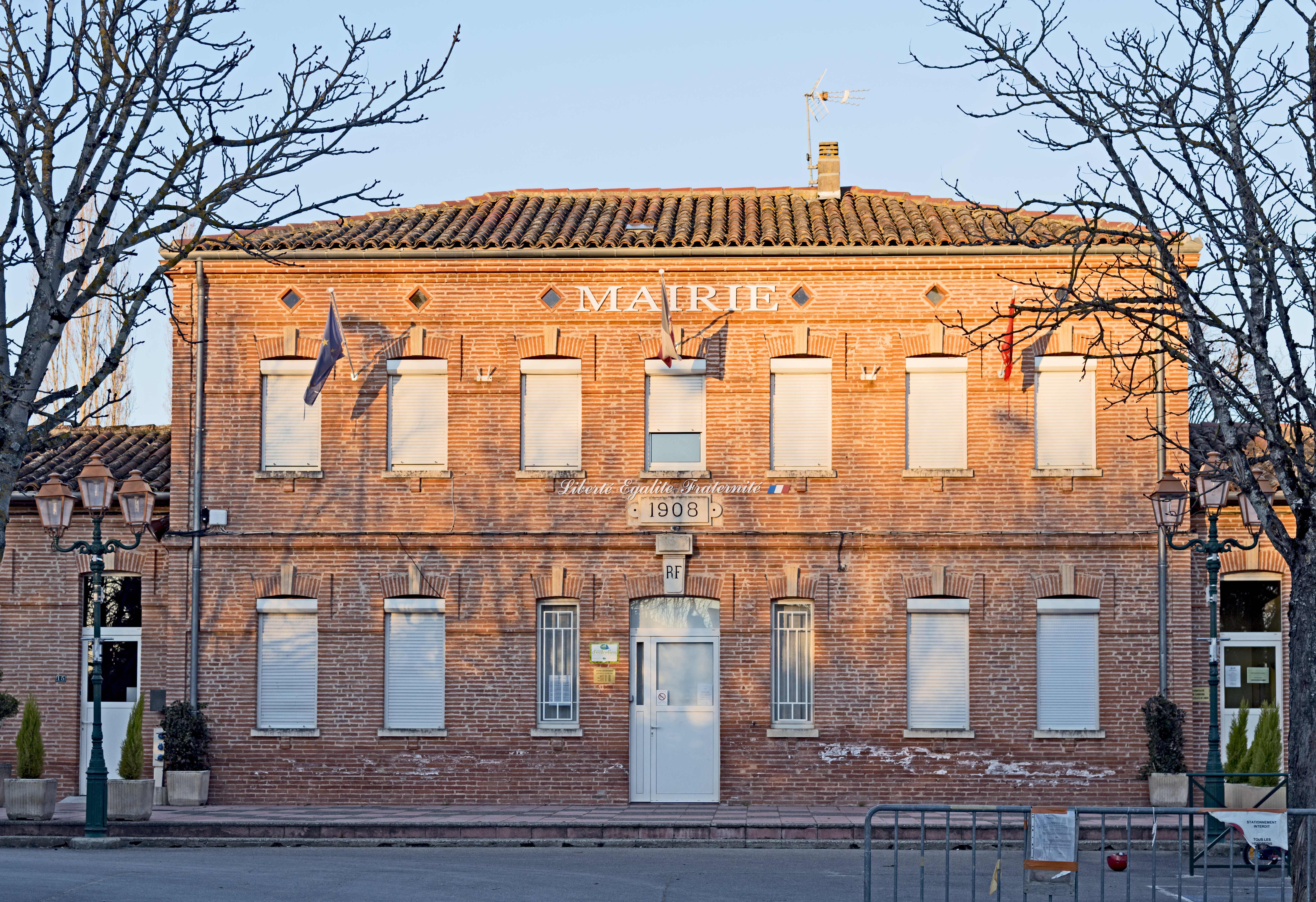
Мэрия
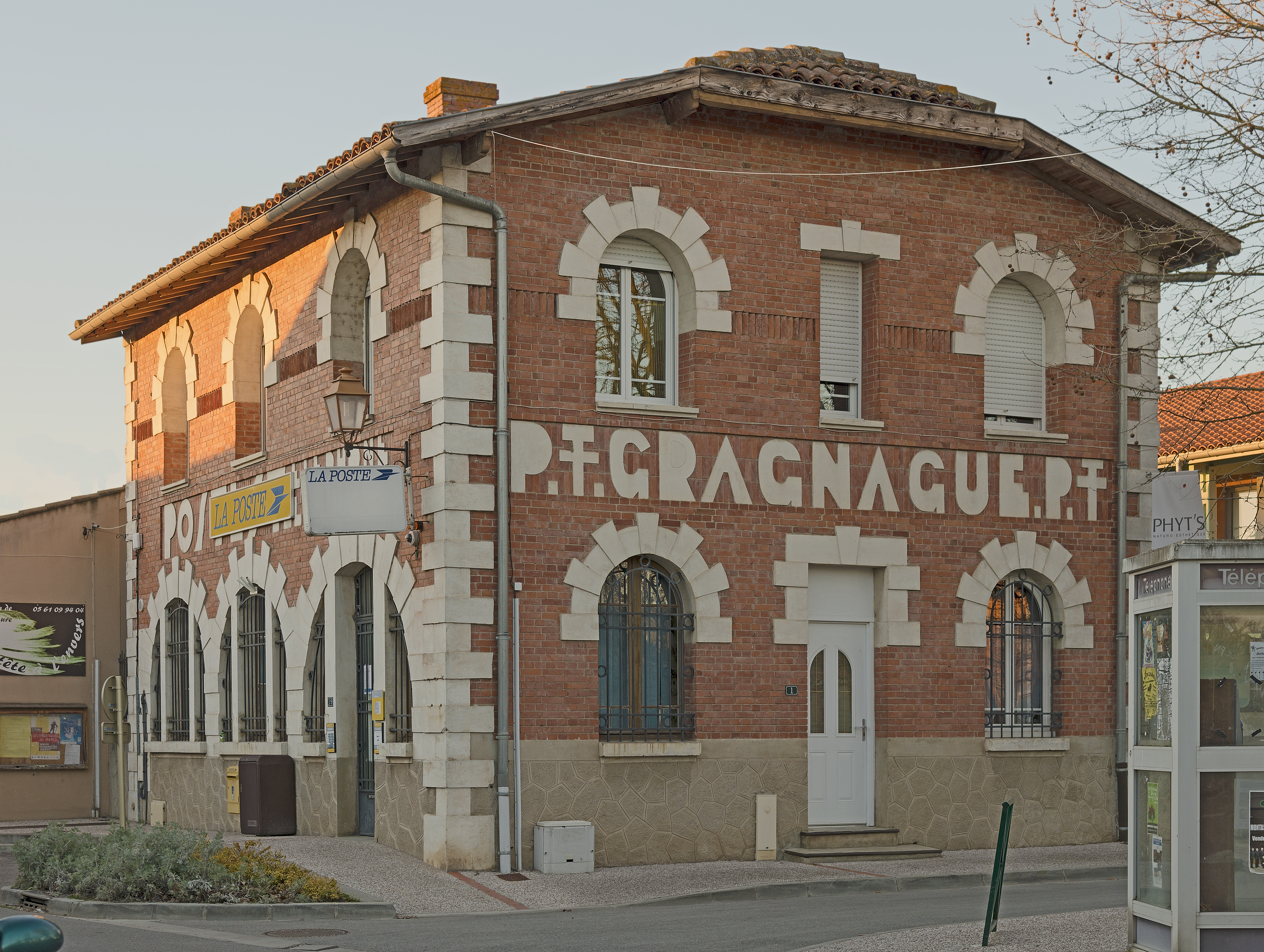
Почта
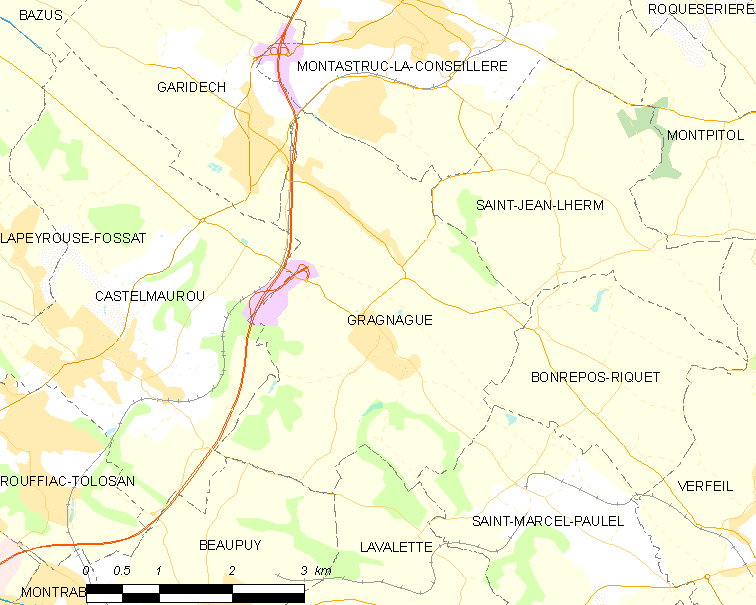
Карта коммуны